# Norwood Young America (Minnesota)
Norwood Young America es una ciudad ubicada en el condado de Carver en el estado estadounidense de Minnesota. En el Censo de 2010 tenía una población de 3549 habitantes y una densidad poblacional de 544,41 personas por km².

## Geografía
Norwood Young America se encuentra ubicada en las coordenadas 44°46′23″N 93°55′16″O / 44.77306, -93.92111. Según la Oficina del Censo de los Estados Unidos, Norwood Young America tiene una superficie total de 6.52 km², de la cual 6.51 km² corresponden a tierra firme y (0.08%) 0.01 km² es agua.

## Demografía
Según el censo de 2010, había 3549 personas residiendo en Norwood Young America. La densidad de población era de 544,41 hab./km². De los 3549 habitantes, Norwood Young America estaba compuesto por el 95.24% blancos, el 0.42% eran afroamericanos, el 0.17% eran amerindios, el 0.54% eran asiáticos, el 0% eran isleños del Pacífico, el 2.4% eran de otras razas y el 1.24% pertenecían a dos o más razas. Del total de la población el 4.14% eran hispanos o latinos de cualquier raza.